# Strigi
Strigi는 KDE SC에서 채택한 파일 인덱싱 및 파일 검색 프레임워크(데스크톱 검색 문서 참고)이다. Strigi는 요스 반 덴 오에버(Jos van den Oever)가 개발했다. Strigi의 목표는 빠른 속도, 적은 양의 RAM 사용, 유연한 백엔드 및 플러그인 사용이다. 2007년 1월 기준 벤치마크 결과에 따르면 Strigi는 다른 검색 시스템보다 빠르고 메모리 사용량이 적지만, 다른 검색 시스템의 많은 기능을 제공하지 못한다. 대부분의 데스크톱 검색 시스템과 마찬가지로 Strigi는 파일에서 오디오 클립의 길이, 문서의 내용, 그림의 해상도와 같은 정보를 추출할 수 있으며, 플러그인은 Strigi가 처리할 수 있는 파일 형식을 결정한다. Strigi는 자체 Jstream 시스템을 사용하여 파일의 심층 인덱싱을 지원한다. Strigi는 Konqueror를 통해 사용하거나 KDE의 키커(Kicker) 또는 그놈 패널에 추가한 후 해당 아이콘을 클릭하여 사용할 수 있다. (그놈 데스크톱에서는 데스크바 애플릿이라고 한다.) 그래픽 사용자 인터페이스(GUI)는 "Strigiclient"라고 한다.
KDE5 플라스마 데스크톱 환경에서는 리콜(Recoll)로 대체되었다.